# Guy Roger Nzamba
Guy Roger Nzamba (ur. 13 lipca 1970 w Port-Gentil) – gaboński piłkarz występujący na pozycji napastnika.

## Kariera klubowa
Nzamba karierę rozpoczynał w 1986 roku w zespole AS Sogara. Następnie grał w Petrosport FC, a potem ponownie w Sogarze. W 1991 roku przeszedł do rezerw francuskiego AJ Auxerre, grających w Championnat National. W sezonie 1992/1993 został włączony do pierwszej drużyny Auxerre. W jej barwach wystąpił jeden raz w Division 1, 30 stycznia 1993 w przegranym 0:2 meczu z Olympique Marsylia.
W 1993 roku Nzamba odszedł do FC Mulhouse, występującego w Division 2. Spędził tam sezon 1993/1994, a potem grał w innym zespole tej ligi – Angers SCO. W 1995 roku przeszedł do południowoafrykańskiego Orlando Pirates. Potem występował w gabońskim FC 105 Libreville, a w 1996 roku został zawodnikiem włoskiej Triestiny z Serie C2, gdzie grał w sezonie 1996/1997.
Następnie Nzamba przeniósł się do szkockiego St. Johnstone, z którym występował w Scottish Division One. Grał też w angielskim Southend United (Division Three) oraz belgijskim KV Kortrijk, z którym w sezonie 1999/2000 spadł z drugiej ligi do trzeciej. W 2001 roku zakończył karierę.

## Kariera reprezentacyjna
W reprezentacji Gabonu Nzamba zadebiutował w 1988 roku. W 1994 roku znalazł się w drużynie na Puchar Narodów Afryki. Zagrał na nim w spotkaniach z Nigerią (0:3) i Egiptem (0:4), a Gabon odpadł z turnieju po fazie grupowej.
W 1996 roku ponownie został powołany do kadry na Puchar Narodów Afryki. Wystąpił na nim w meczach z Liberią (1:2), Zairem (2:0) i Tunezją (1:1, 1:4 w rzutach karnych), a Gabon zakończył turniej na ćwierćfinale.